# 4. Stoßarmee
Die 4. Stoßarmee (russisch 4-я ударная армия) war eine der fünf während des Zweiten Weltkrieges aufgestellten Stoßarmeen der Roten Armee. Sie ging Ende Dezember 1941 aus der Umbenennung der 27. Armee hervor und kämpfte anfangs zusammen mit der 3. Stoßarmee im Bestand der Nordwestfront in der Toropez-Cholmer Operation, bei der ein großer Frontvorsprung geschaffen wurde, den die Armee bis Anfang 1943 hielt. Im Zuge der Smolensker Operation im Sommer 1943 stieß sie bis vor Witebsk vor, nahm im Oktober 1943 an der Newel-Offensive teil und wurde dann der 1. Baltischen Front unterstellt. Im Sommer 1944 nahm sie an der Polozker Operation und der Reschiza-Dwinsker Operation und im Herbst 1944 an der Baltischen Operation teil, bei der sie an der Rigaer Operation und der Bildung des Kurland-Kessels beteiligt war. Es folgte die Beteiligung an den Kurland-Schlachten bis Kriegsende.

## Geschichte
Die 4. Stoßarmee entstand am 25. Dezember 1941, gleichzeitig mit der 2. und 3. Stoßarmee, durch Umbenennung der 27. Armee (1. Formation), die Ende Mai 1941 im Baltischen Besonderen Militärbezirk gebildet worden war und der Nordwestfront unterstand. Sie erhielt den Auftrag, im Rahmen der Toropez-Cholmer Operation gemeinsam mit der 3. Stoßarmee die Nahtstelle zwischen der deutschen Heeresgruppe Nord und der Heeresgruppe Mitte anzugreifen und tief in den Rücken der Heeresgruppe Mitte vorzustoßen. Die 4. Stoßarmee sollte dabei auf Toropez und Welisch vorgehen, während die nördlich von ihr angreifende 3. Stoßarmee auf Cholm und Welikije Luki vorstoßen sollte. Endziel der ambitionierten Operation war die Rückeroberung von Smolensk und die Besetzung der strategisch wichtigen Landbrücke zwischen Dnepr und Düna bei Witebsk und Orscha.
Am 9. Januar begann die Offensive aus dem Raum Seligersee/Ostaschkow. Der Aufmarsch der beiden Stoßarmeen wurde durch den Seligersee verdeckt, was zu einer vollständigen Überraschung führte. Die 4. Stoßarmee (249., 332., 334., 358. und 360. Schützendivision) konnte am ersten Tag der Offensive bis zu 15 Kilometer tief hinter die feindlichen Linien vordringen, während die 3. Stoßarmee langsamer vorankam. Am 11. Januar wurde Peno befreit. Entlang der Bahnlinie Ostaschkow–Andreapol vorgehend, legte die Armee in acht Tagen unter härtesten Winterbedingungen 60 bis 65 Kilometer zurück. Toropez wurde am 21. Januar befreit, am nächsten Tag wurden die beiden Stoßarmeen der Kalininer Front unterstellt. Anfang Februar kam die Offensive der 4. Stoßarmee bei Welisch und Demidow zum Stillstand.
Entgegen den deutschen Hoffnungen konnte der große sowjetische Frontvorsprung von Toropez, der eine ständige Bedrohung für die bei Rschew kämpfende deutsche 9. Armee und die rückwärtigen Verbindungen der gesamten Heeresgruppe Mitte darstellte, das ganze Jahr 1942 über nicht beseitigt werden, im Gegenteil war man gezwungen, Anfang 1943 den Frontbogen von Rschew zu räumen. Im Herbst 1943 nahm die 4. Stoßarmee mit der 3. Stoßarmee an der Offensive gegen Newel teil, bei der ein tiefer Einbruch an der Nahtstelle der 16. Armee der Heeresgruppe Nord und der 3. Panzerarmee der Heeresgruppe Mitte erzielt wurde. Die Armee schwenkte anschließend nach Süden in Richtung Gorodok–Witebsk. Im Zuge der Auflösung der Kalininer Front kam die 4. Stoßarmee am 20. Oktober zur 1. Baltischen Front.
Im Winter 1943/44 wurde der Frontvorsprung von Gorodok beseitigt und die deutsche 3. Panzerarmee auf den „festen Platz“ Witebsk zurückgedrängt. Eine geplante frühzeitige Einnahme von Witebsk durch die 1. Baltische Front scheiterte im Februar/März 1944. Erst im Zuge der Operation Bagration gelang die Einnahme der Stadt am 26. Juni 1944.
Armeegliederung am 22. Juni 1944
83. Schützen-Korps (Generalmajor Nikolai Lawrentjewitsch Soldatow)
- 16. Schützen-Division (Litauer), (Generalmajor Wladas Karwjalis)
- 119. Schützen-Division (Generalmajor Iossif Iwanowitsch Chorun)
- 332. Schützen-Division (Oberst Tichon Fjodorowitsch Jegoschin)

100. Schützen-Korps (Generalmajor Denis Wassiljewitsch Michailow)
- 28. Schützen-Division (Oberst Wassili Petrowitsch Fjodorow)
- 360. Schützen-Division (Oberst Jefim Alexandrowitsch Paschenko)

Die 4. Stoßarmee stieß Ende Juni und im Juli auf Polozk und weiter entlang der Düna auf Daugavpils (russ. Dwinsk) vor (Polozker und Reschiza-Dwinsker Operation). Daugavpils wurde am 27. Juli eingenommen. Im Zuge des weiteren Vormarsches nahm die 4. Stoßarmee im Herbst 1944 an der Rigaer Operation teil, bei der die Heeresgruppe Nord noch knapp der Abschneidung entging. Im Oktober 1944 konnte dann aber der Kurland-Kessel geschlossen werden, in dem die Heeresgruppe Nord (später Heeresgruppe Kurland) bis Kriegsende eingeschlossen blieb, nur über die Ostsee versorgt. Die 4. Stoßarmee war bis 9. Mai an den sechs Kurlandschlachten beteiligt. Sie unterstand dabei ab Februar 1945 der 2. Baltischen Front, ab 1. April der Leningrader Front. Unmittelbar nach Kriegsende wurde sie aufgelöst.

## Befehlshaber
- Andrei Iwanowitsch Jerjomenko – 25. Dezember 1941 bis Februar 1942
- Filipp Iwanowitsch Golikow – Februar bis März 1942
- Wladimir Wassiljewitsch Kurassow – März 1942 bis April 1943
- Dmitri Michailowitsch Selesnjow – April bis Mai 1943
- Wassili Iwanowitsch Schwetzow – Mai bis Dezember 1943
- Pjotr Fjodorowitsch Malyschew – Dezember 1943 bis Mai 1945